# Ruševac (Bresztovác)
Ruševac (1900-ig Hruševac, 1910-től 1981-ig Ruševac Požeški) falu Horvátországban Pozsega-Szlavónia megyében. Közigazgatásilag Bresztováchoz tartozik.

## Fekvése
Pozsegától légvonalban 16, közúton 17 km-re, községközpontjától légvonalban 10, közúton 11 km-re nyugatra, Szlavónia középső részén, a Psunj-hegység lejtőin a Brod-patak völgyétől nyugatra emelkedő magaslaton fekszik.

## Története

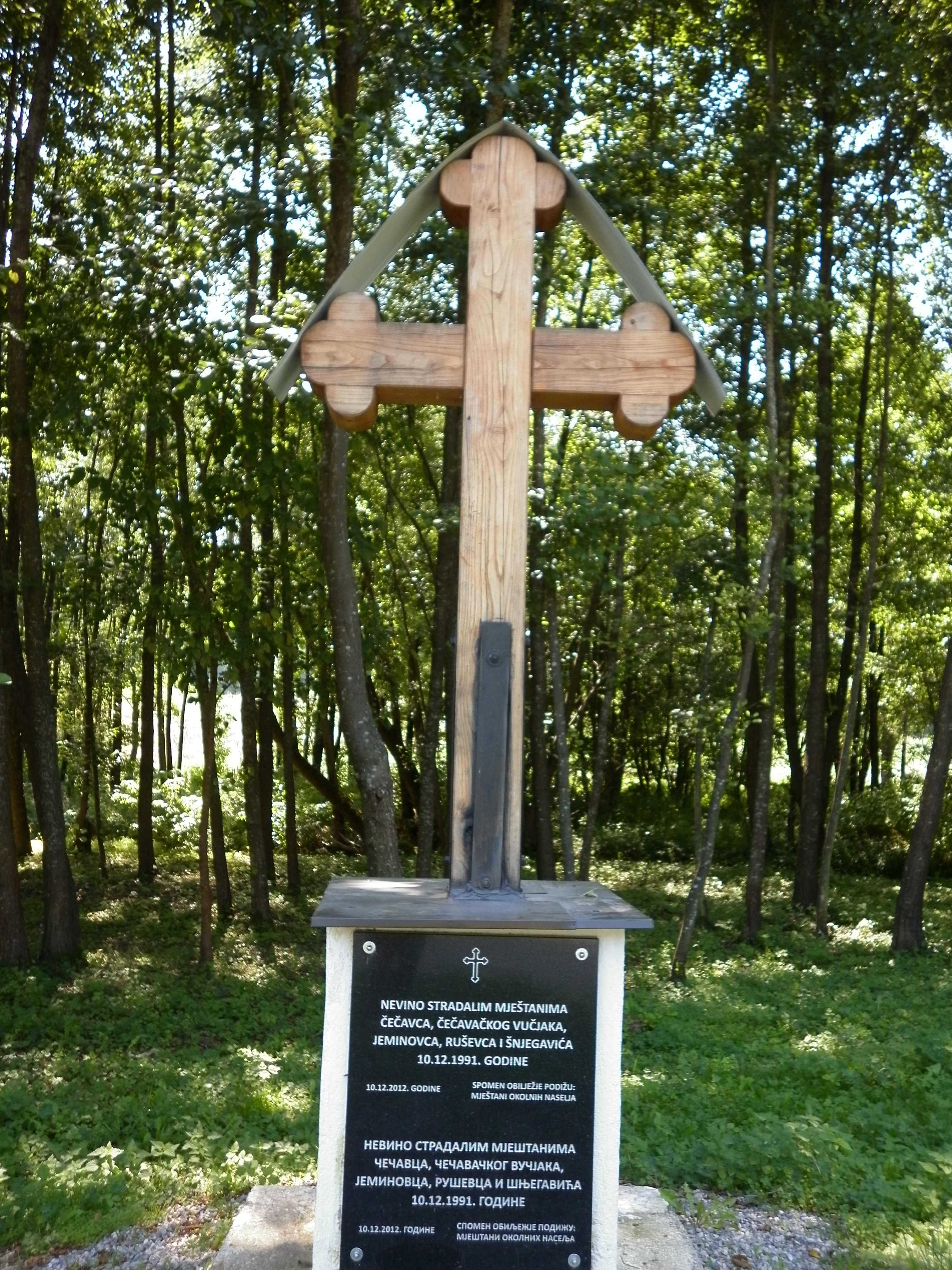
Az 1991-ben meggyilkoltak emlékműve

Területe már ősidők óta lakott volt. Ezt bizonyítják a határában talált történelem előtti település maradványai. A középkorban a rudinai bencés apátság birtoka volt. 1380-ban „Hrusoth” alakban a pozsegai káptalan oklevelében szerepel először írásos forrásban. A környező településekhez hasonlóan a falunak török uralom idején valószínűleg muzulmán lakossága volt, akik a felszabadítás során Boszniába távoztak, majd Boszniából érkezett pravoszláv vlachok telepedtek meg itt. Az első katonai felmérés térképén „Dorf Rusevacz” néven látható. 1880-ig a szomszédos Čečavački Vučjak településrésze volt. 1890-ben 109, 1910-ben 163 lakosa volt. 1910-ben a népszámlálás adatai szerint teljes lakossága szerb anyanyelvű volt. Pozsega vármegye Pozsegai járásának része volt. Az első világháború után 1918-ban az új szerb-horvát-szlovén állam, majd később (1929-ben) Jugoszlávia része lett. 1972-ben kapott elektromos áramot. 1991-ben lakosságának 98%-a szerb nemzetiségű volt. A horvátországi háború során 1991. október 29-én a Horvát Hadsereg lakosságát elűzte, az otthonmaradt, többnyire idős embereket lemészárolták. 
 2011-ben mindössze 2 állandó lakosa volt.

## Lakossága
| Lakosság változása | Lakosság változása | Lakosság változása | Lakosság változása | Lakosság változása | Lakosság változása | Lakosság változása | Lakosság változása | Lakosság változása | Lakosság változása | Lakosság változása | Lakosság változása | Lakosság változása | Lakosság változása | Lakosság változása | Lakosság változása |
| ------------------ | ------------------ | ------------------ | ------------------ | ------------------ | ------------------ | ------------------ | ------------------ | ------------------ | ------------------ | ------------------ | ------------------ | ------------------ | ------------------ | ------------------ | ------------------ |
| 1857               | 1869               | 1880               | 1890               | 1900               | 1910               | 1921               | 1931               | 1948               | 1953               | 1961               | 1971               | 1981               | 1991               | 2001               | 2011               |
| 0                  | 0                  | 0                  | 109                | 124                | 163                | 149                | 169                | 139                | 141                | 135                | 82                 | 65                 | 44                 | 2                  | 2                  |

(1857 és 1880 között lakosságát Čečavački Vučjakhoz számították.)